# NGC 6733
NGC 6733 је спирална галаксија у сазвежђу Паун која се налази на NGC листи објеката дубоког неба.
Деклинација објекта је - 62° 11' 48" а ректасцензија 19h 6m 10,7s. Привидна величина (магнитуда) објекта NGC 6733 износи 12,2 а фотографска магнитуда 13,2. Налази се на удаљености од 58,325 милиона парсека од Сунца. NGC 6733 је још познат и под ознакама ESO 141-25, PGC 62770.